# Scaled Composites White Knight Two

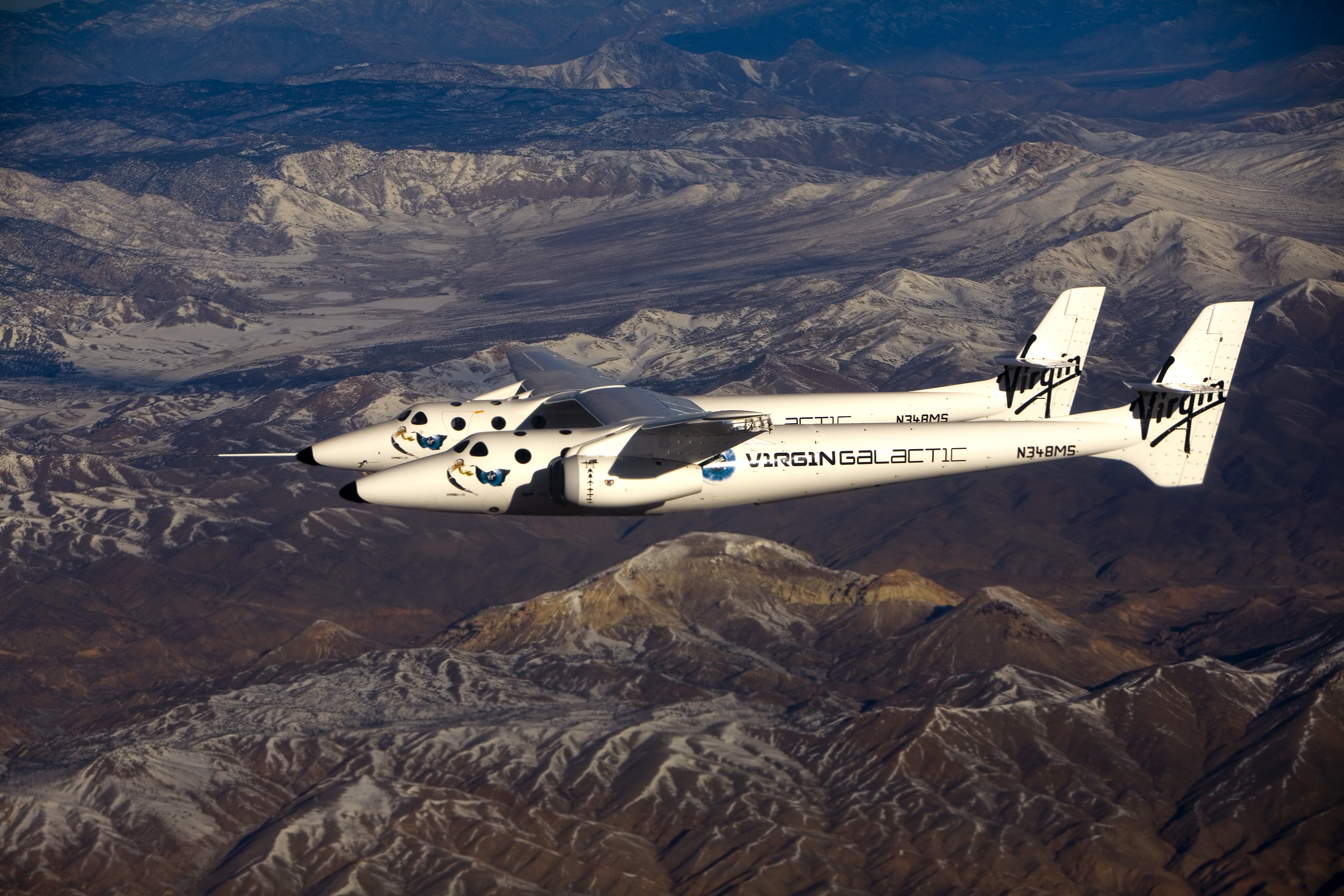
Jungfernflug von VMS Eve am 21. Dezember 2008

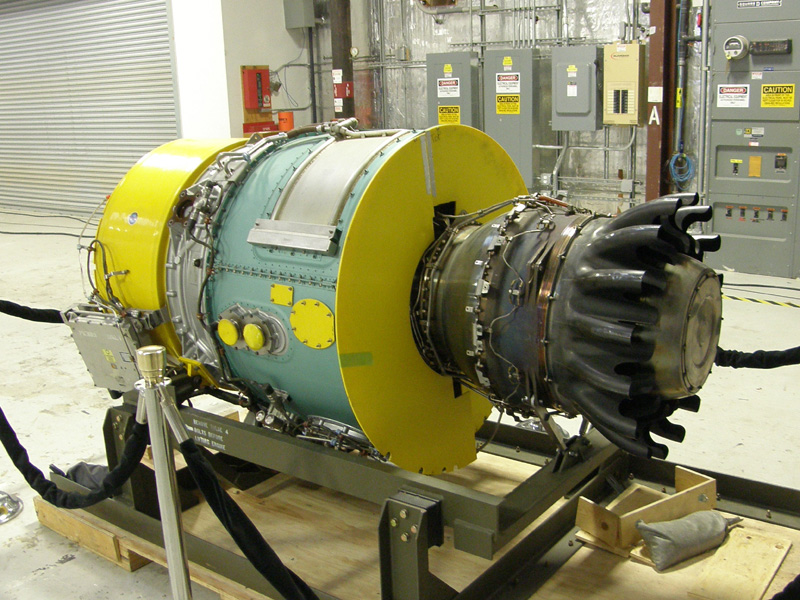
Triebwerk PW308

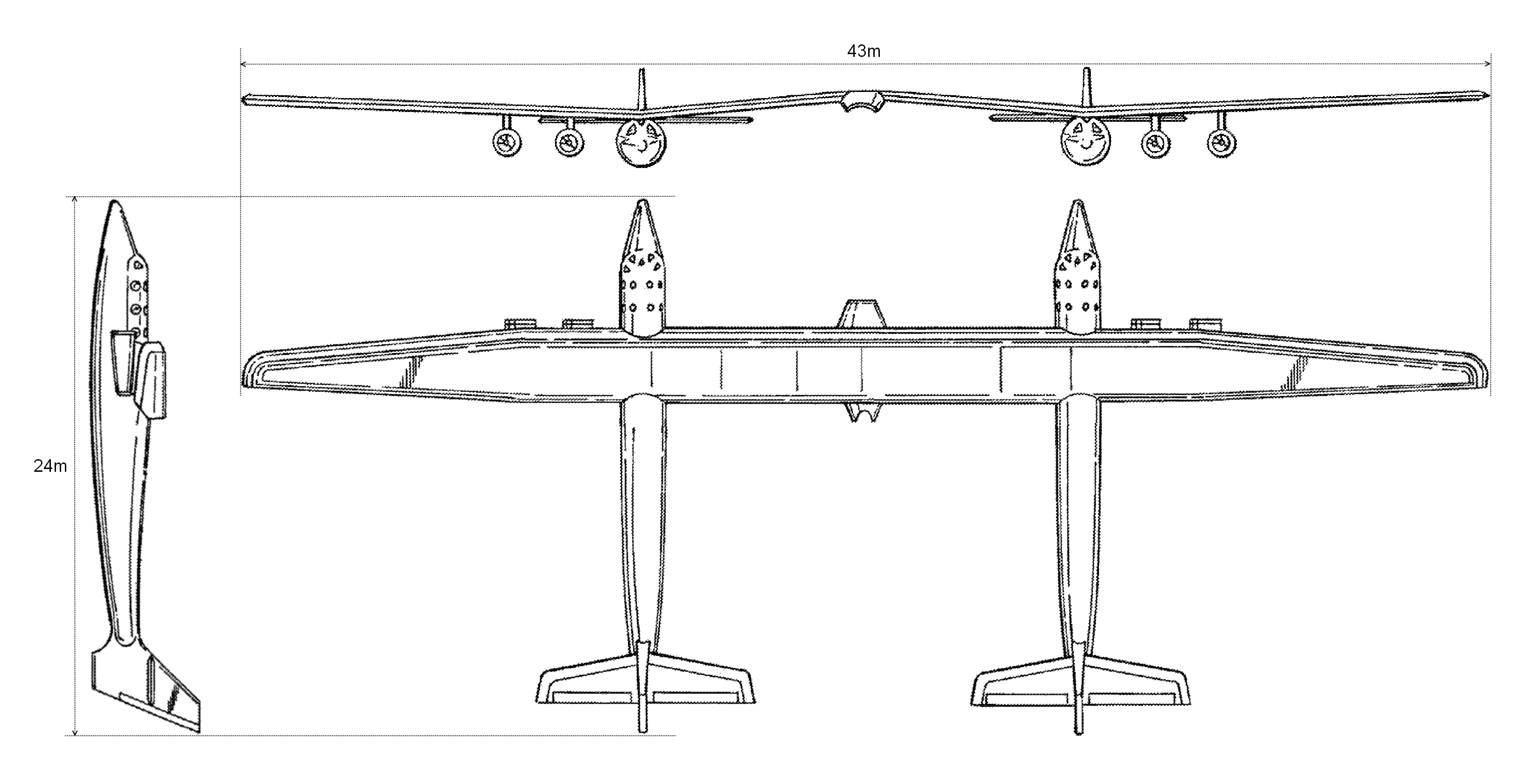
White Knight Two Patentzeichnung

Scaled Composites White Knight Two ist ein Trägerflugzeugtyp, der das Raumflugzeug SpaceShipTwo des Unternehmens Virgin Galactic auf eine Höhe von etwa 15 Kilometern transportiert, bevor dieses dort ausgeklinkt wird und mit Raketenantrieb einen suborbitalen Weltraumflug unternimmt. White Knight Two wird von vier Turbofan-Strahltriebwerken angetrieben und erreicht mit Nutzlast eine Höhe von 18 km.

## Charakteristik
Im Unterschied zu seinem Vorgänger Scaled Composites White Knight ist White Knight Two ein Doppelrumpfflugzeug (siehe auch: Flugzeugstrukturen). Es hat etwa die anderthalbfache Flügelspannweite und kann fast die fünffache Traglast befördern wie sein Vorgänger. Ferner wurde die Anordnung der Triebwerke verändert und deren Anzahl von zwei auf nun vier erhöht. Beide Flugzeuge haben je zwei Leitwerke: White Knight Two hat zwei Kreuzleitwerke, die jeweils an einem der beiden Rümpfe angeordnet sind. Dagegen sind beim Vorgänger zwei T-Leitwerke an den Tragflächen befestigt. Beide Modelle starten und landen wie normale Flugzeuge horizontal und tragen den Weltraumgleiter in die Höhe. White Knight Two wurde so konstruiert, dass auch andere Nutzlasten – zum Beispiel kleinere Raketen zum Start von Satelliten – und andere Flugmanöver – etwa Parabelflüge zur Vorbereitung für den Weltraumflug – möglich sind.

## Einsatzgeschichte
Das erste und vorläufig einzige Exemplar des Flugzeugs, genannt VMS Eve, wurde Ende Juli 2008 der Öffentlichkeit vorgestellt. Der erste, rund einstündige Testflug fand am 21. Dezember 2008 (8:16 Uhr Ortszeit) beim Mojave Air & Space Port mit Peter Siebold und Clint Nichols an Bord statt. Vorausgegangen waren drei Rolltests. Am 22. März 2010 erfolgte der erste knapp dreistündige Carry-Flight, bei dem das Flugzeug eine maximale Höhe von 13.716 m erreichte.
Der erste Gleitflug des Raumflugzeugs SpaceShipTwo fand sieben Monate später statt. Entworfen und gebaut wurde die aus kohlenstofffaserverstärktem Kunststoff bestehende Konstruktion von der US-amerikanischen Firma Scaled Composites im Rahmen des Projektes Tier 1b.
Nach jahrelangen Tests hob Eve am 11. Juli 2021 erstmals mit Passagieren im Raumgleiter Unity ab. Mitarbeiter von Virgin Galactic evaluierten auf diesem Flug erstmals das Passagier-Erlebnis für den kommerziellen Betrieb. 

## Namensgeberin
Im Beisein und zu Ehren seiner Mutter Eve Branson taufte Richard Branson das "Mutterschiff" White Knight Two auf den Namen Eve.

## Technische Daten
| Kenngröße                      | Daten                                     | Daten                                           |
| Kenngröße                      | White Knight Two                          | White Knight                                    |
| ------------------------------ | ----------------------------------------- | ----------------------------------------------- |
| Flügelspannweite               | 42,67 m                                   | 28 m                                            |
| Länge                          | 23,77 m                                   | ?                                               |
| Höhe                           | 07,62 m                                   | ?                                               |
| Gipfelhöhe                     | 18,3 km                                   | über 16 km                                      |
| Antrieb                        | 4× Turbofan-Triebwerk Pratt&Whitney PW308 | 2× Turbojet-Triebwerk General Electric J85-GE-5 |
| Traglast                       | 17 Tonnen                                 | 3,6 Tonnen                                      |
| Missionsdauer                  | 90 Minuten                                | 90 Minuten                                      |
| Überführungsreichweite mit SS2 | 5400 km                                   | ?                                               |